# Rue Félix-Faure (Nancy)
Pour les articles homonymes, voir Rue Félix-Faure.
La rue Félix-Faure est une voie de la commune de Nancy, dans le département de Meurthe-et-Moselle, en région Lorraine. La rue est nommée d'après le président de la République française Félix Faure, et fut inaugurée quatre ans après sa mort, en 1903.
D'une grande cohérence architecturale, avec un alignement d'édifices de même hauteur, la rue Félix-Faure est marquée par la présence de nombreuses demeures de style École de Nancy, réalisées notamment par César Pain, à l'origine des premières constructions au début du XXe siècle.

## Situation et accès
Au sein du territoire communal de la ville de Nancy, la rue Félix-Faure se place à sa périphérie sud-ouest, au sein du quartier Haussonville - Blandan - Donop. L'extrémité occidentale de la voie est limitrophe de la commune de Villers-lès-Nancy. La rue est parallèle à la rue du Placieux. La rue Félix-Faure relie le boulevard d'Haussonville à la rue du Sergent-Blandan, au niveau de Nancy-Thermal.
La rue Félix-Faure affiche une longueur de 400 mètres. Large de douze mètres, elle est constituée de 83 parcelles essentiellement loties entre 1903 et 1913. La largeur de ces parcelles est comprise entre six et huit mètres à l'exception de celles situées autour du rond-point central. La rue Félix-Faure possède une direction générale ouest-est. Bien que rectiligne, la voie affiche une certaine déclivité sur son parcours, avec une pente moyenne de 3 %. La rue Félix-Faure s'étend du numéro 2 au numéro 86. Sur le côté nord de la voie, la rue longe le terrain du siège du conseil départemental de Meurthe-et-Moselle.
La chaussée routière est à sens unique ouest-est sur toute sa longueur, un stop marquant la fin de la rue à l'intersection avec la rue du Sergent-Blandan, perpendiculaire à la rue. La voie est encadrée par deux files de stationnement.
Le bas de la rue Félix-Faure, au niveau de Nancy-Thermal, est desservi par les lignes de bus 7 et 8 du réseau STAN, via la station « Nancy-Thermal ». La ligne 8 dessert également l'extrémité ouest de la rue, à l'arrêt « Félix-Faure».

## Origine du nom
Elle porte le nom de Félix Faure (1841-1899), président de la République française de 1895 à 1899.

## Historique
La rue fut inaugurée en 1901, à la suite du lancement d'une procédure de lotissement, menée à l'initiative d'un entrepreneur nancéien nommé Lefort. L'urbanisation commença par le bas de la rue, près de Nancy-Thermal. À l'origine rue privée, mais ouverte, la voie fut classée voie municipale en 1903. La même année, la rue comprenait huit constructions, regroupant dix-huit habitants.
La réalisation de la rue Félix-Faure illustre parfaitement l'architecture et les pratiques de l'urbanisme du début du XXe siècle. Destiné à des propriétaires appartenant à la classe moyenne, le lotissement proposait, en général, des parcelles de construction relativement modestes, obligeant à construire des maisons mitoyennes.

## Bâtiments remarquables et lieux de mémoire

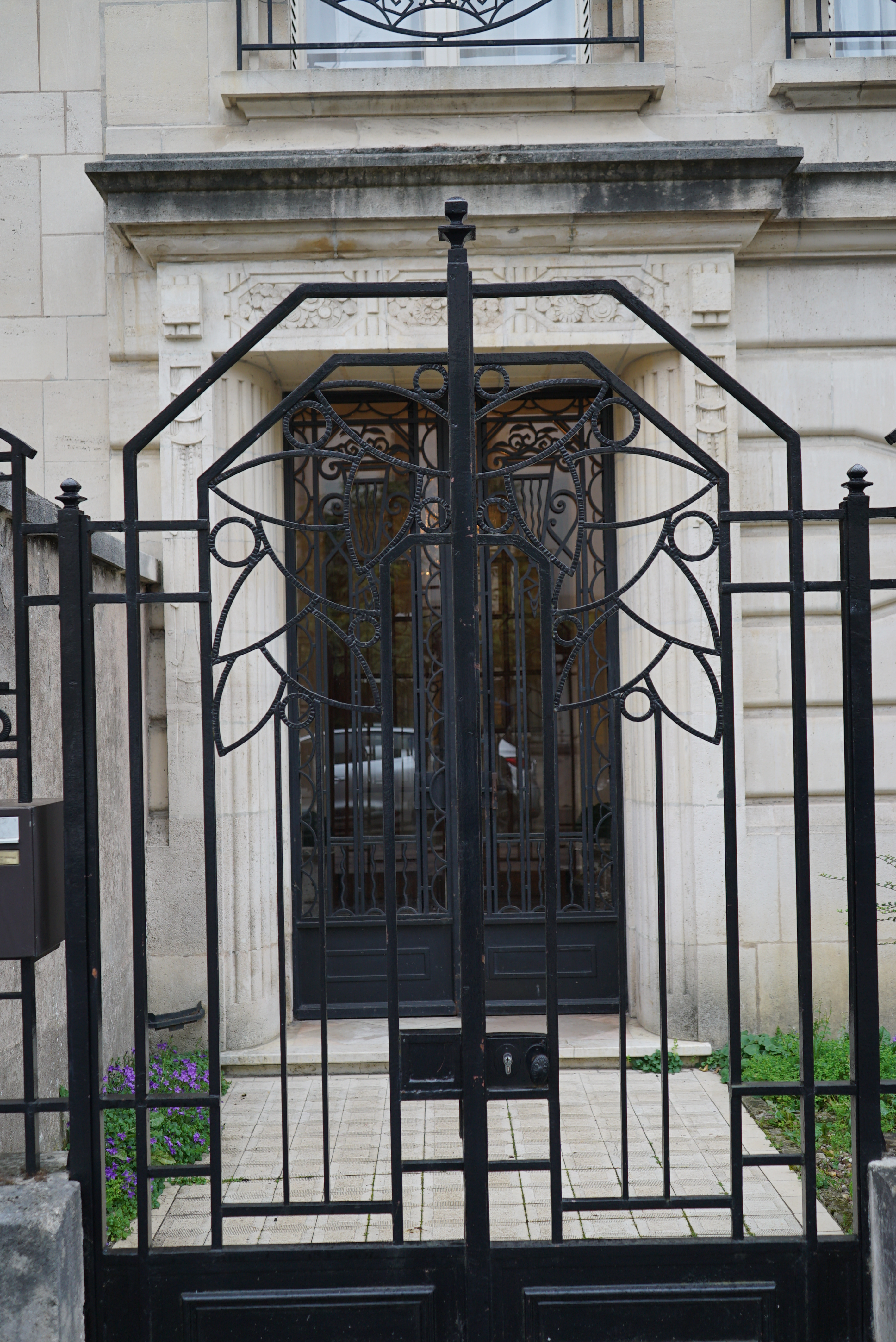
Porte du n° 65.

- Pharmacie-Herboristerie des Thermes, à l'angle de la rue Blandan.
- n°4 : maison due à l'architecte César Pain, édifiée en 1911
- n°10 : villa Hélène due à César Pain, édifiée en 1903 et qui accueillit l'artiste jusqu'à sa mort en 1946
- n°13 : maison due à César Pain, édifiée en 1919
- n°16 : maison due à César Pain, édifiée en 1904
- n°24 : maison conçue par César Pain : édifice objet d’une inscription au titre des monuments historiques depuis 1994[2]
- n°25-27 : maison Ramel, élaborée pour Auguste Ramel par Émile André, édifiée en 1904 : objet d'une inscription au titre des monuments historiques depuis 1994[3]
- n°26 : maison Les Clématites due à César Pain, construite en 1907 : édifice objet d'une inscription au titre des monuments historiques depuis 1994[4]
- n°28 : villa Taliana due à César Pain, construite en 1906 : bâtiment objet d'une inscription au titre des monuments historiques depuis 1994[5]
- n°30 : maison due à César Pain, construite en 1904 : édifice objet d'une inscription au titre des monuments historiques depuis 1994[6]
- n°36 : maison du Docteur Grosjean, bâtisse due à Émile André datant de 1903
- n°38 : maison élaborée par les architectes Louis Marchal et Émile Toussaint datant de 1911
- n°39 : maison due à César Pain, construite en 1910
- n°52 : maison due à César Pain, construite en 1912
- n°54-64 : maisons dues à César Pain, édifiées en 1910-1912
- n°56 : villa Irma due à César Pain, construite en 1910
- n°58 : maison due à César Pain, construite en 1911
- n°60 : villa Marie-Alice due à César Pain, construite en 1911
- n°62 : maison due à César Pain, construite en 1910
- n°61, 63, 65 : maison du Dancelme, architecte Henri Vial datant de 1926 bâtie par les entrepreneurs Dancelme Sieber et Cie.

### Architecture

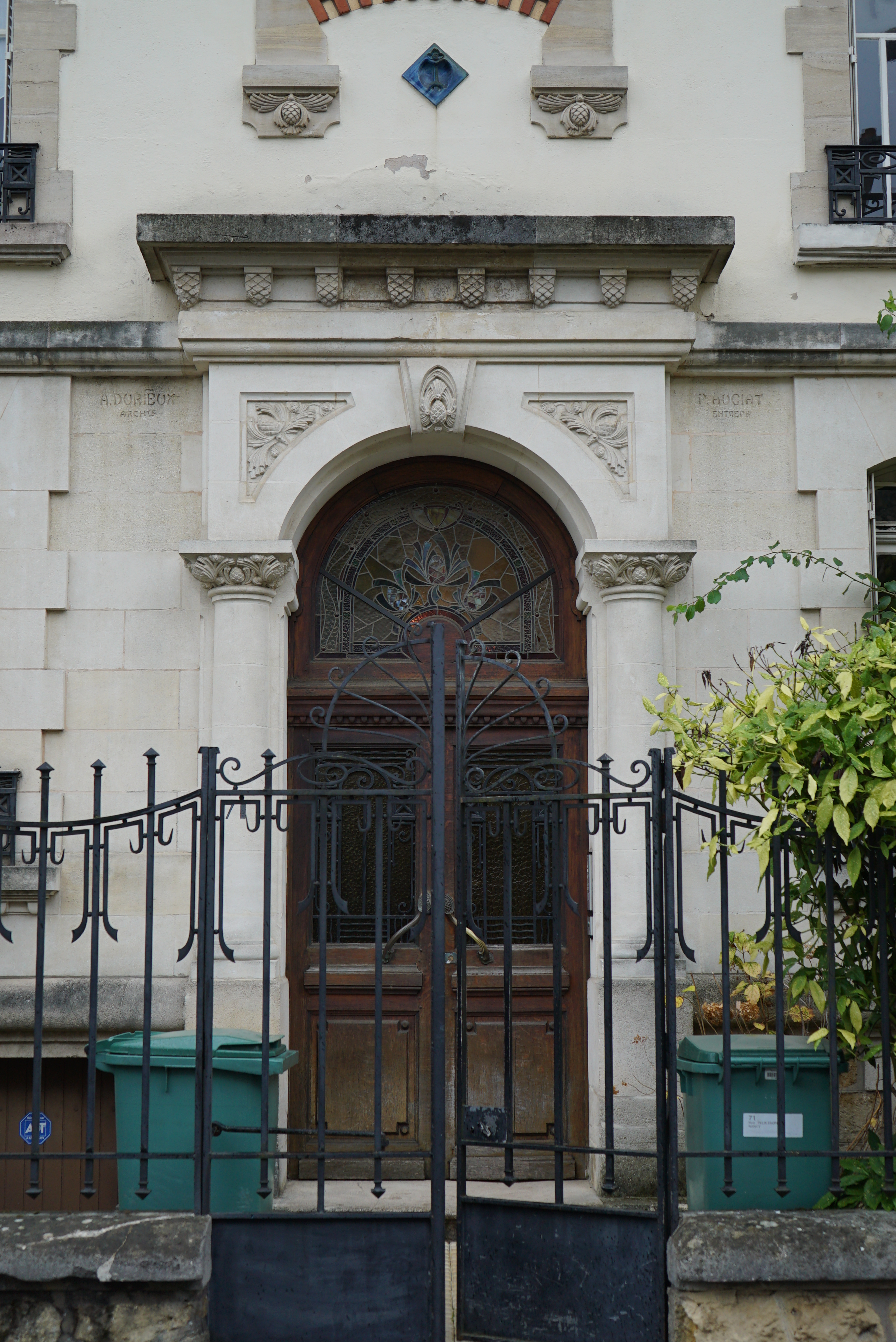
Le n° 71 par l'architecte André.

Les réalisations de la voie obéissent à des règles d'urbanisme, donnant ainsi une certaine cohérence à la rue. Plusieurs contraintes furent imposées : l'alignement des immeubles, la disposition des faîtages parallèles à la voirie, une homogénéité dans la hauteur, le plus souvent deux étages, et également la présence d'une cour, d'environ trois mètres, à l'avant de chaque maison, prenant le plus souvent la forme de jardinets et de sorties de garage.
Parmi les architectes auteurs de constructions au sein de la rue Félix-Faure, figurent notamment Émile André, Joseph Hornecker, Henri Vial et Lucien Weissenburger. Néanmoins, l'urbanisation est surtout l'œuvre de César Pain, qui réalisa à lui seul le tiers des édifices. Les principaux matériaux constituant le gros œuvre des maisons composant la voie sont le calcaire, pour les moellons et l'enduit, la pierre de taille, le granite et la brique. Pour les couvertures, les concepteurs ont eu recours à l'utilisation de tuile mécanique, ainsi qu'à l'ardoise.

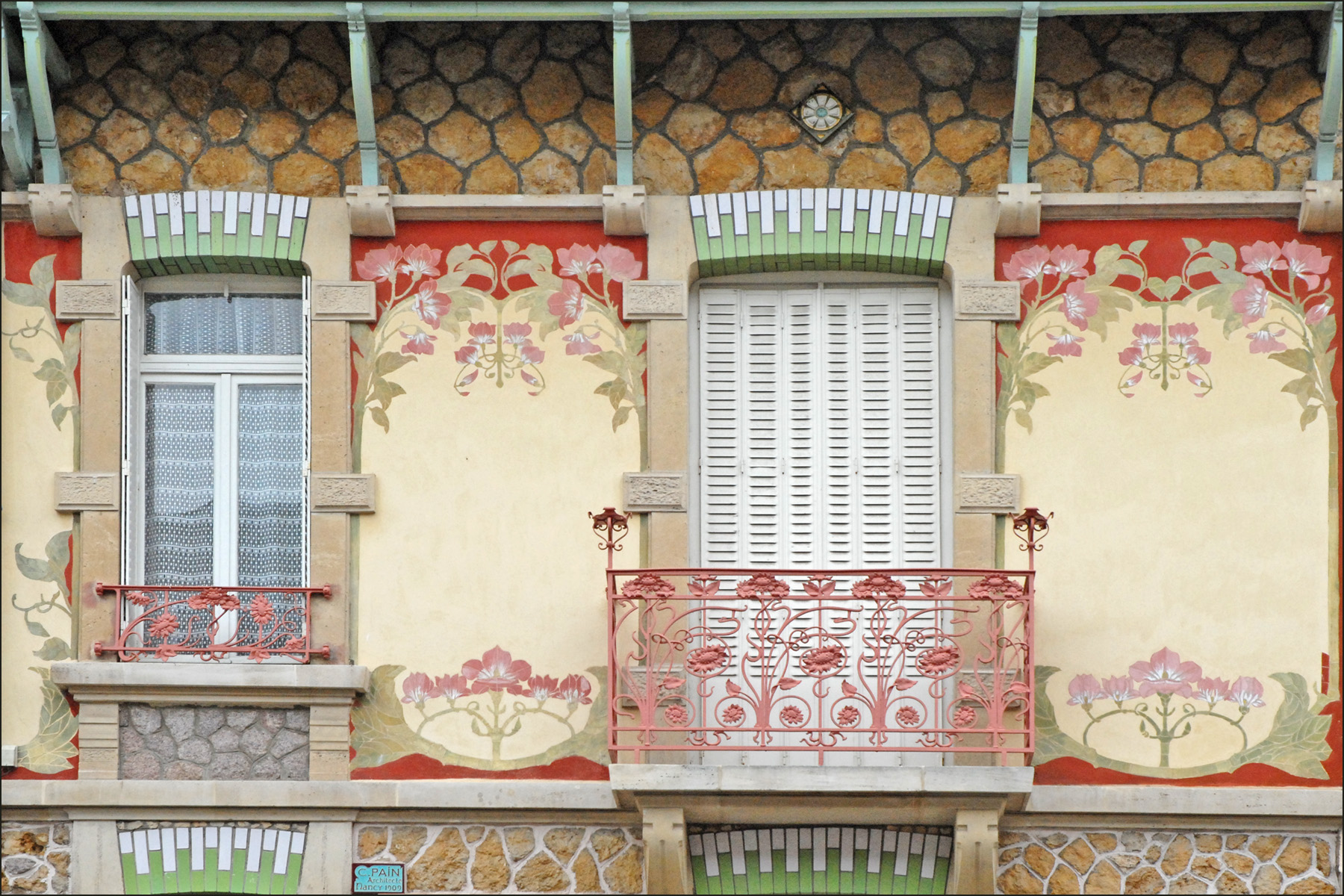
Décor du 24 de style Art nouveau.
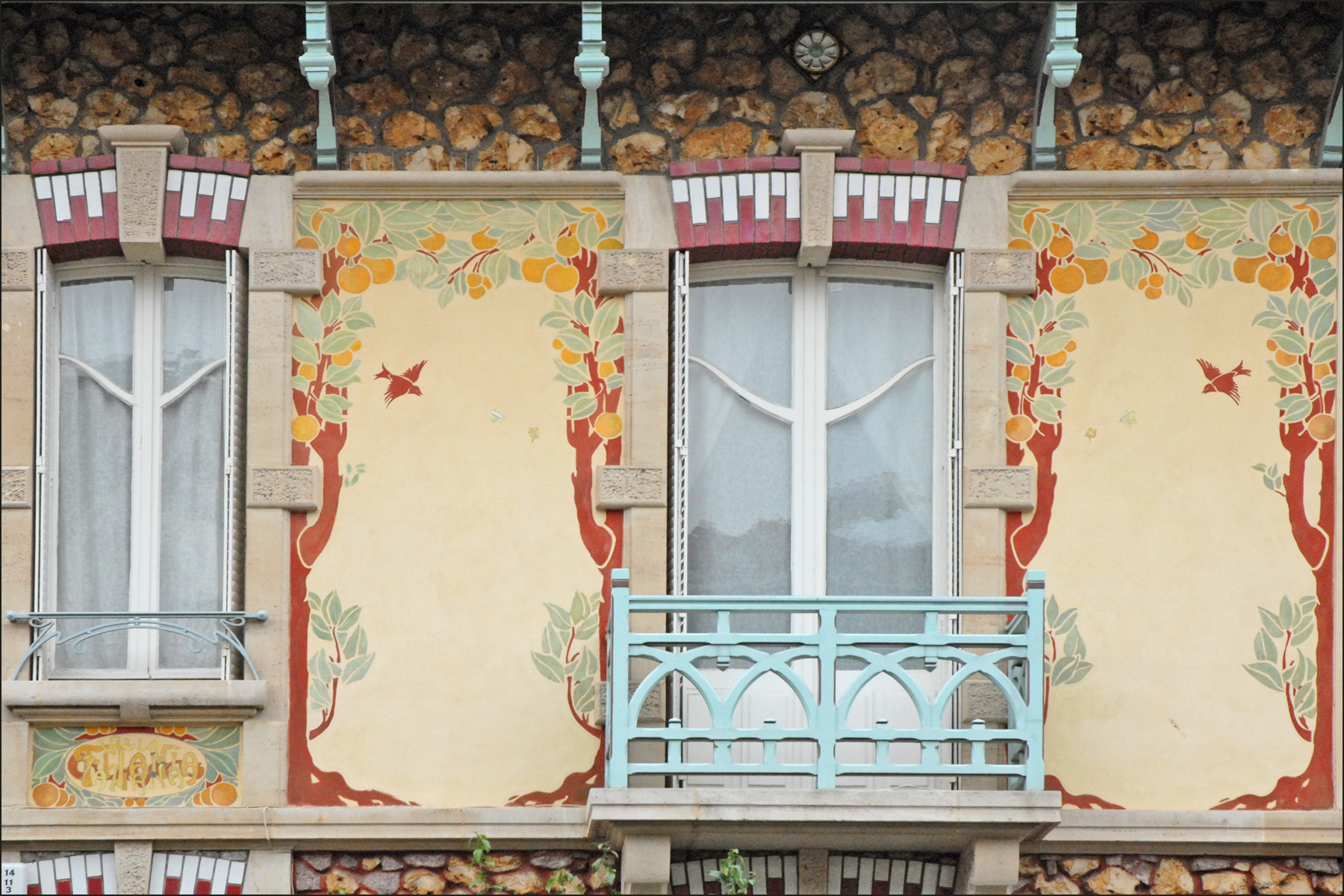
Décor du 28.
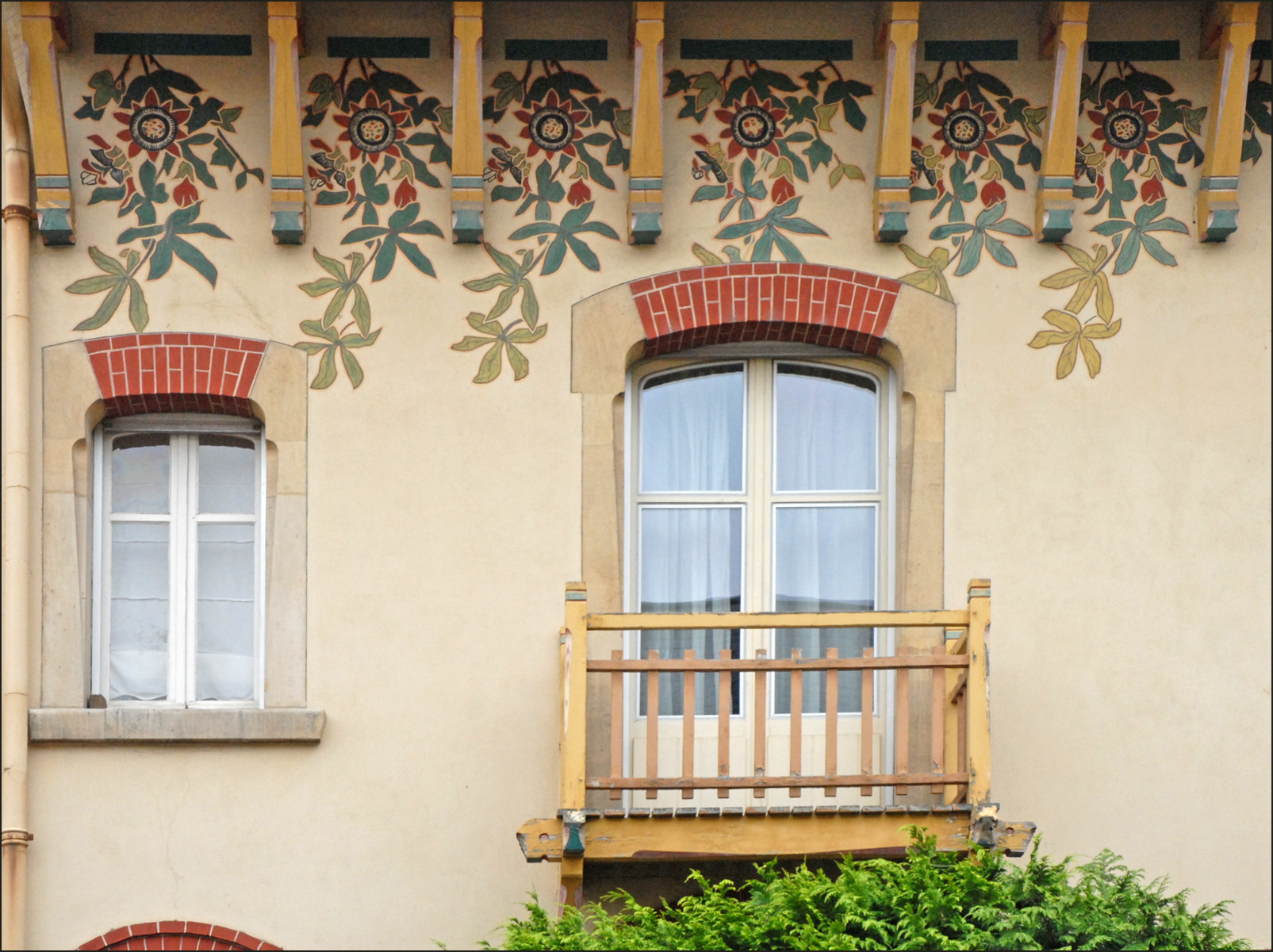
le n°25 par Émile André.
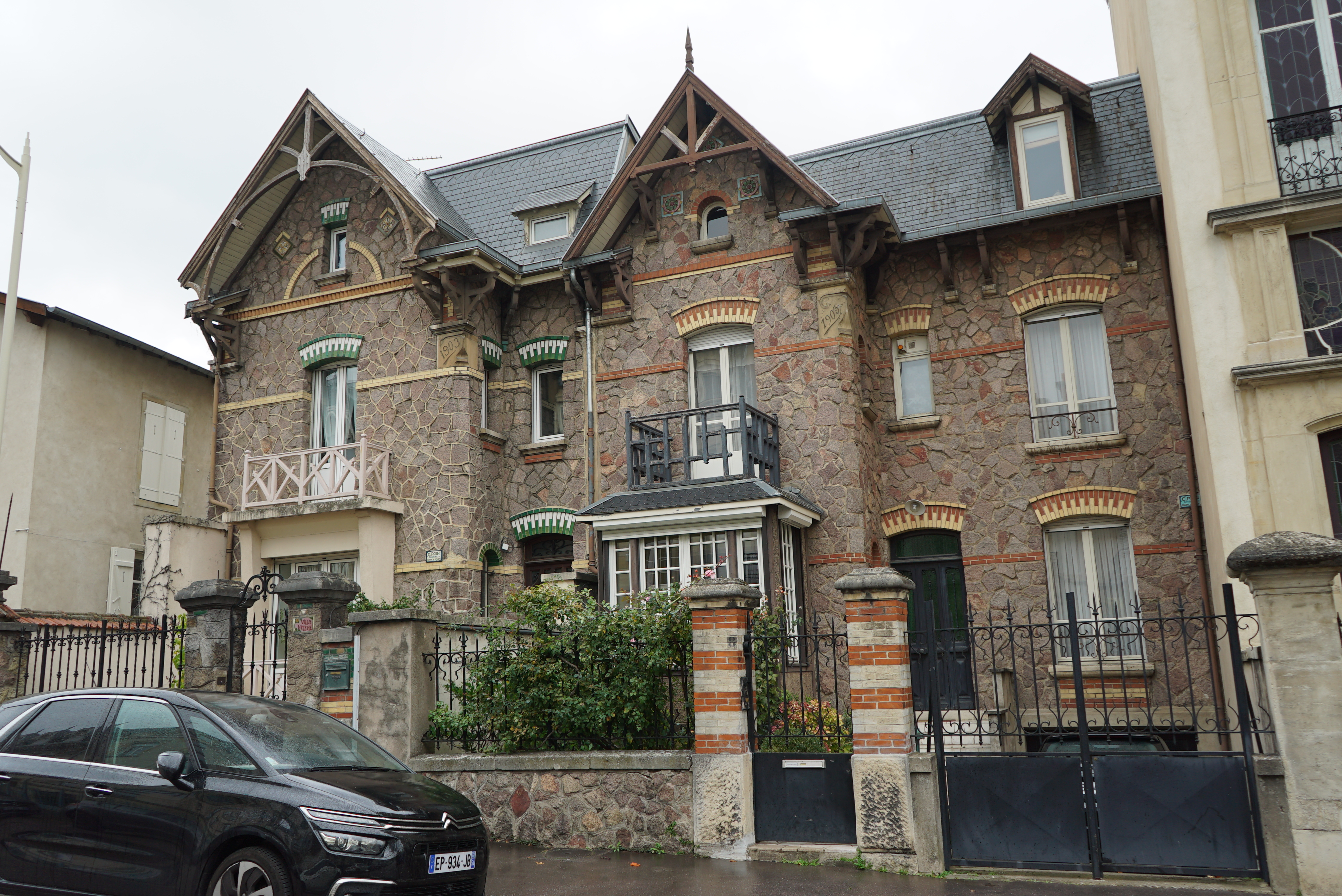
Villa Hélène et le n° 8.
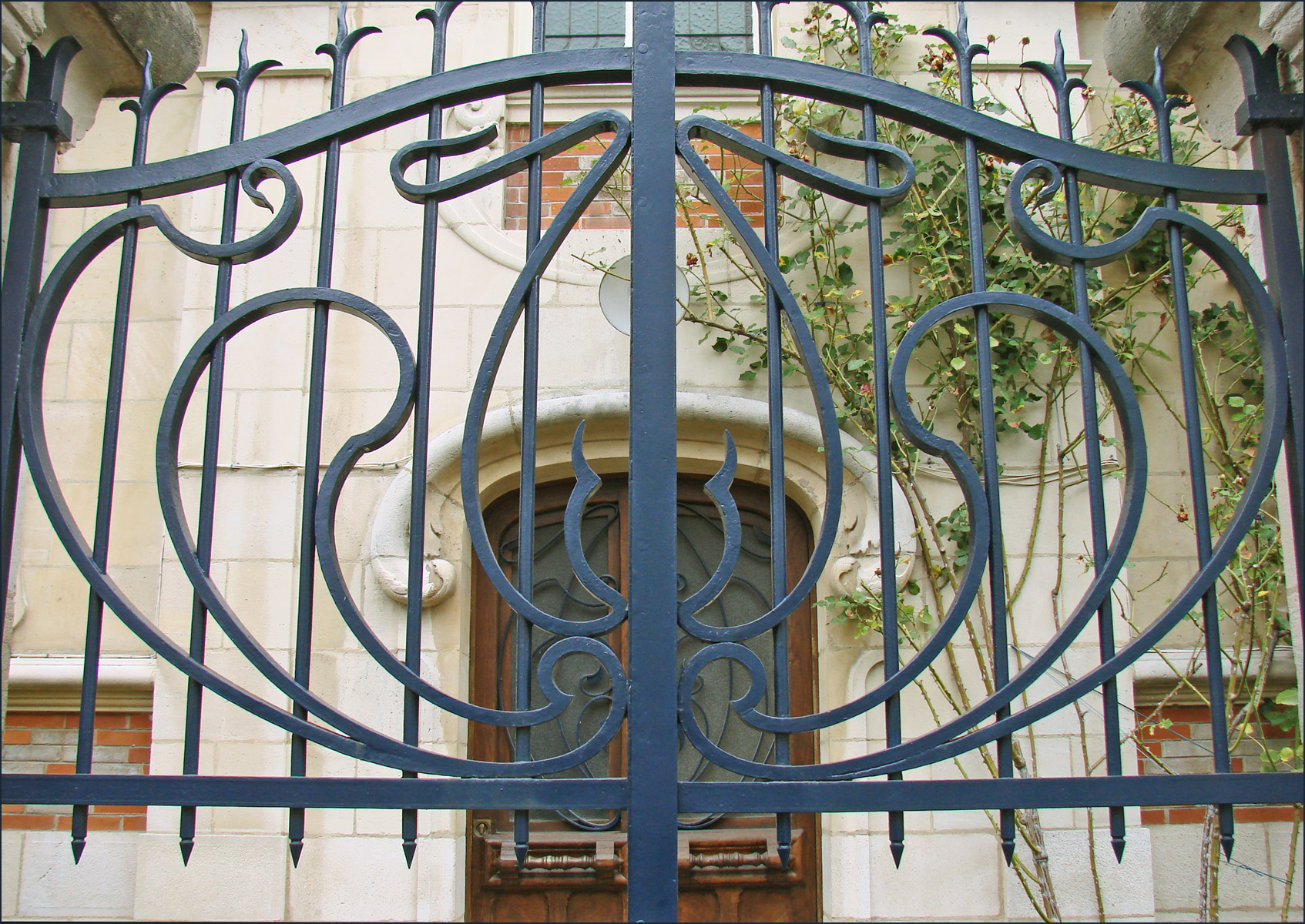
Portail d'entrée d'une maison.